# Martin Lichtenstein
Pour les articles homonymes, voir Lichtenstein.
Martin Heinrich Carl von Lichtenstein (aussi connu sous le nom de Heinrich Lichtenstein) est un médecin, un explorateur et un zoologiste allemand, né le 10 janvier 1780 à Hambourg et mort le 2 septembre 1857.

## Biographie
Son père est le zoologiste Anton August Heinrich Lichtenstein (1753-1816). Lichtenstein étudie la médecine à Iéna et à Helmstadt. Entre 1802 et 1806, il voyage dans le sud de l'Afrique et devient le médecin personnel du gouverneur du Cap. En 1810, il publie Reisen in südlichen Africa.
Il obtient la chaire de zoologie de l'université de Berlin en 1811 et devient le directeur du musée zoologique de Berlin (actuellement le musée d'histoire naturelle de Berlin) en 1813 où il succède à Johann Karl Wilhelm Illiger (1775-1813).
En 1841, Lichtenstein est responsable de la création du jardin zoologique de Berlin et persuade Frédéric-Guillaume IV de Prusse de donner son élevage de faisans.
Il travaille notamment sur les collections rapportées par Ferdinand Deppe (1794-1861). Mais son travail taxinomique n'est pas d'une grande qualité, il se soucie ainsi assez peu d'exploiter les publications en langue française ou anglaise, il se contente de nommer les espèces en fonction de critères qu'il juge satisfaisants. De plus, il ne se donne pas la peine de faire paraître les descriptions de ces espèces, laissant à d'autres le soin de le faire, comme Johann Georg Wagler (1800-1832), John Gould (1804-1881), Christian Ludwig Brehm (1787-1864), etc.
Lichtenstein est remplacé à la direction du muséum par Jean Louis Cabanis (1816-1906).